# Marosi László (labdarúgó)
Marosi László (Kispest, 1939. január 22. – 2024. március 11. vagy előtte) magyar labdarúgó, hátvéd.

## Pályafutása
A Bp. Honvéd csapatában szerepelt az 1960-as években. Tagja volt az 1964-es magyar kupagyőztes csapatnak.

## Sikerei, díjai
- Magyar bajnokság
  - 2.: 1963-ősz, 1964, 1969
  - 3.: 1970-tavasz
- Magyar kupa
  - győztes: 1964